# Protosalanx chinensis
Protosalanx chinensis är en fiskart som först beskrevs av Basilewsky, 1855.  Protosalanx chinensis ingår i släktet Protosalanx och familjen Salangidae. IUCN kategoriserar arten globalt som otillräckligt studerad. Inga underarter finns listade i Catalogue of Life.